# Francis Carmont
Francis Carmont é um lutador de MMA francês. Atualmente ele compete no Peso Médio. Ele treina com o campeão Meio Médio Georges St. Pierre.

## Carreira no MMA
Carmont é profissional no MMA desde 2004, no começo competiu em eventos europeus. Quando alcançou o cartel de 16-7 foi contratado pelo Ultimate Fighting Championship.

### Ultimate Fighting Championship
Carmont fez sua estréia no UFC contra Chris Camozzi no UFC 137, venceu por Decisão Unânime.
Carmont fez uma luta promocional contra Magnus Codenblad no UFC on Fuel TV: Gustafsson vs. Silva, venceu por Finalização aos 1:42 do segundo round.
Após seu triunfo na Suécia, enfrentou Karlos Vemola em 14 de Julho de 2012 no UFC on Fuel TV: Muñoz vs. Weidman, venceu por Finalização aos 1:39 do segundo round.
Carmont derrotou Tom Lawlor em 17 de Novembro de 2012 no UFC 154 por decisão dividida.
Carmont enfrentou Lorenz Larkin em 20 de Abril de 2013 no UFC on Fox: Henderson vs. Melendez e venceu por Decisão Unânime.
Carmont enfrentou Costa Philippou em 21 de Setembro de 2013 no UFC 165. Ele venceu por decisão unânime em uma luta morna.
Carmont enfrentou o lutador de Jiu Jitsu Brasileiro Ronaldo Souza em 15 de Fevereiro de 2014 no UFC Fight Night: Machida vs. Mousasi. Ele perdeu por decisão unânime. Sua segunda derrota no UFC veio ao ser derrotado pelo americano CB Dollaway em 31 de Maio de 2014 no UFC Fight Night: Muñoz vs. Mousasi, perdendo por decisão unânime.
Ele enfrentou o ex-desafiante Thales Leites em 23 de Agosto de 2014 no UFC Fight Night: Henderson vs. dos Anjos e foi derrotado por nocaute no início do segundo round.
Com três derrotas consecutivas, o UFC anunciou no dia 17 de setembro de 2014 que Carmont foi demitido.

### Bellator MMA
Após sua demissão do Ultimate, foi anunciado que Carmont havia assinado um contrato para lutar no Bellator MMA. Sua estréia na organização foi contra Guilherme Viana em 27 de Março de 2015 no Bellator 135. Ele venceu por decisão unânime.
No dia 19 de Setembro de 2015, Francis fez sua luta reserva contra o compatriota Anthony Ruiz no Bellator 142 - Dynamite, e venceu por decisão (unânime) na semifinal do GP. No mesmo evento, Francis também enfrentou o ex-UFC Phil Davis na final do GP - meios pesados, e foi nocauteado no primeiro round.

## Cartel no MMA
| Cartel no MMA   |             |             |
| 36 lutas        | 25 vitórias | 11 derrotas |
| Por nocaute     | 6           | 3           |
| Por finalização | 11          | 3           |
| Por decisão     | 8           | 5           |

| Res.    | Cartel | Oponente            | Método                             | Evento                                   | Data       | Round | Tempo | Local                  | Notas                                   |
| ------- | ------ | ------------------- | ---------------------------------- | ---------------------------------------- | ---------- | ----- | ----- | ---------------------- | --------------------------------------- |
| Derrota | 25-12  | Linton Vassell      | Decisão (Unânime)                  | Bellator 165                             | 19/11/2016 | 3     | 5:00  | San Jose, California,  |                                         |
| Vitória | 25-11  | Łukasz Klinger      | Finalização(D'Arce choke)          | Bellator 158                             | 16/07/2016 | 1     | 3:54  | Londres                |                                         |
| Derrota | 24-11  | Phil Davis          | Nocaute (socos)                    | Bellator 142 - Dynamite                  | 19/09/2015 | 1     | 2:15  | San Jose, California   | Final GP - Meios Pesados.               |
| Vitória | 24-10  | Anthony Ruiz        | Decisão (unânime)                  | Bellator 142 - Dynamite                  | 19/09/2015 | 2     | 5:00  | San Jose, California   | Estréia nos Meio Pesados. Semifinal GP. |
| Vitória | 23-10  | Guilherme Viana     | Decisão (unânime)                  | Bellator 135                             | 27/03/2015 | 3     | 5:00  | Thackerville, Oklahoma | Estréia no Bellator MMA.                |
| Derrota | 22-10  | Thales Leites       | Nocaute (socos)                    | UFC Fight Night: Henderson vs. dos Anjos | 23/08/2014 | 2     | 0:20  | Tulsa, Oklahoma        |                                         |
| Derrota | 22-9   | CB Dollaway         | Decisão (unânime)                  | UFC Fight Night: Muñoz vs. Mousasi       | 31/05/2014 | 3     | 5:00  | Berlim                 |                                         |
| Derrota | 22-8   | Ronaldo Souza       | Decisão (unânime)                  | UFC Fight Night: Machida vs. Mousasi     | 08/02/2014 | 3     | 5:00  | Jaraguá do Sul         |                                         |
| Vitória | 22-7   | Costa Philippou     | Decisão (unânime)                  | UFC 165: Jones vs. Gustafsson            | 21/09/2013 | 3     | 5:00  | Toronto, Ontario       |                                         |
| Vitória | 21-7   | Lorenz Larkin       | Decisão (unânime)                  | UFC on Fox: Henderson vs. Melendez       | 20/04/2013 | 3     | 5:00  | San Jose, Califórnia   |                                         |
| Vitória | 20-7   | Tom Lawlor          | Decisão (dividida)                 | UFC 154: St. Pierre vs. Condit           | 17/11/2012 | 3     | 5:00  | Montreal, Quebec       |                                         |
| Vitória | 19-7   | Karlos Vemola       | Finalização (mata leão)            | UFC on Fuel TV: Muñoz vs. Weidman        | 11/07/2012 | 2     | 1:39  | San Jose, California   |                                         |
| Vitória | 18-7   | Magnus Cedenblad    | Finalização (mata leão)            | UFC on Fuel TV: Gustafsson vs. Silva     | 14/04/2012 | 2     | 1:42  | Estocolmo              |                                         |
| Vitória | 17-7   | Chris Camozzi       | Decisão (unânime)                  | UFC 137: Penn vs. Diaz                   | 29/10/2011 | 3     | 5:00  | Las Vegas, Nevada      | Estréia no UFC.                         |
| Vitória | 16-7   | Jason Day           | Nocaute Técnico (socos)            | Slammer in the Hammer                    | 17/06/2011 | 1     | 2:10  | Hamilton, Ontario      |                                         |
| Vitória | 15-7   | Kelly Anundson      | Finalização (chave de braço)       | Strength and Honor: Monson vs. Perak     | 30/04/2011 | 1     | 2:06  | Genebra                |                                         |
| Vitória | 14-7   | Simon Carlsen       | Nocaute Técnico (socos)            | Heroes Gate 3                            | 24/03/2011 | 2     | 2:43  | Praga                  |                                         |
| Vitória | 13-7   | Emil Zahariev       | Finalização (kimura)               | Strength & Honor 3                       | 18/09/2010 | 2     | 1:31  | Genebra                |                                         |
| Vitória | 12-7   | Łukasz Jurkowski    | Finalização (mata leão)            | KSW - Extra                              | 13/09/2008 | 1     | 4:14  | Varsóvia               |                                         |
| Derrota | 11-7   | Baga Agaev          | Finalização (chave de braço)       | fightFORCE - Russia vs. The World        | 19/04/2008 | 1     | 4:59  | Moscou                 |                                         |
| Vitória | 11-6   | Gerald Burton-Batty | Nocaute Técnico (socos)            | CCage Fighting Championships 3           | 15/02/2008 | 1     | 1:53  | Sydney                 |                                         |
| Derrota | 10-6   | Karol Bedorf        | Decisão (unânime)                  | KSW 8                                    | 10/11/2007 | 3     | 3:00  | Varsóvia               |                                         |
| Vitória | 10-5   | Todd Broadaway      | Nocaute Técnico (socos)            | Bodog Fight - Costa Rica Combat          | 18/02/2007 | 1     | 3:12  | San José               |                                         |
| Derrota | 9-5    | Vitor Vianna        | Decisão                            | Kam Lung - Only the Strongest Survive 5  | 08/10/2006 | 2     | 5:00  | Amsterdam              |                                         |
| Vitória | 9-4    | Robert Jocz         | Decisão (unânime)                  | KSW 5                                    | 03/06/2006 | 2     | 5:00  | Varsóvia               |                                         |
| Vitória | 8-4    | Piotr Baginski      | Nocaute Técnico (joelhada e socos) | KSW 5                                    | 03/06/2006 | 1     | 4:35  | Varsóvia               |                                         |
| Vitória | 7-4    | Goce Candovski      | Decisão (unânime)                  | KSW 5                                    | 03/06/2006 | 2     | 5:00  | Varsóvia               |                                         |
| Derrota | 6-4    | Evangelista Santos  | Decisão (unânime)                  | WFC - Europe vs. Brazil                  | 20/05/2006 | 3     | 5:00  | Koper                  |                                         |
| Vitória | 6-3    | Bastien Huveneers   | Finalização (chave de tornozelo)   | Defi des Champions                       | 20/03/2006 | 2     | 3:51  | Tunis                  |                                         |
| Vitória | 5-3    | Ali Allouane        | Finalização (kimura)               | Xtreme Gladiators 2                      | 03/03/2006 | 1     | 1:52  | Paris                  |                                         |
| Vitória | 4-3    | Al Musa             | Nocaute Técnico (punches)          | Extreme Fighting 1                       | 15/10/2005 | 1     | 2:24  | Londres                |                                         |
| Derrota | 3-3    | Grzegorz Jakubowski | Finalização (guilhotina)           | EVT 5                                    | 08/10/2005 | 1     | 1:52  | Suécia                 |                                         |
| Derrota | 3-2    | Ross Pointon        | Nocaute Técnico (socos)            | UKMMAC 9                                 | 28/11/2004 | 1     | 1:13  | Essex                  |                                         |
| Derrota | 3-1    | Dan Burzotta        | Finalização (guilhotina)           | UKMMAC 7                                 | 30/05/2004 | 1     | 3:39  | Essex                  |                                         |
| Vitória | 3-0    | Slavomir Molnar     | Finalização (triângulo)            | TotalFight 3                             | 24/05/2004 | 2     | 4:05  | Budapeste              |                                         |
| Vitória | 2-0    | Roy Rutten          | Finalização (armbar)               | Kam Lung - Day of the Truth 5            | 24/03/2004 | 1     | 1:19  | Rhoon                  |                                         |
| Vitória | 1-0    | Kuljit Degun        | Finalização (armbar)               | UKMMAC 6                                 | 29/02/2004 | 1     | 3:41  | Essex                  |                                         |